# HRT – Radio Dubrovnik
Hrvatski radio Dubrovnik ili Radio Dubrovnik je radijska postaja u sastavu HRT-a, koja svoj program emitira na području Dubrovnika, Gruda, Korčule, Lastova, Lopuda, Slanog, Srđa, Stona, Vele Luke i Blata na Korčulu. Počela je s emitiranjem 1942.